# Rhytidoponera tyloxys
Rhytidoponera tyloxys é uma espécie de formiga do gênero Rhytidoponera.